# Corema conradii
Corema conradii là một loài thực vật có hoa trong họ Thạch nam. Loài này được (Torr.) Torr. ex Loudon mô tả khoa học đầu tiên năm 1842.

## Hình ảnh

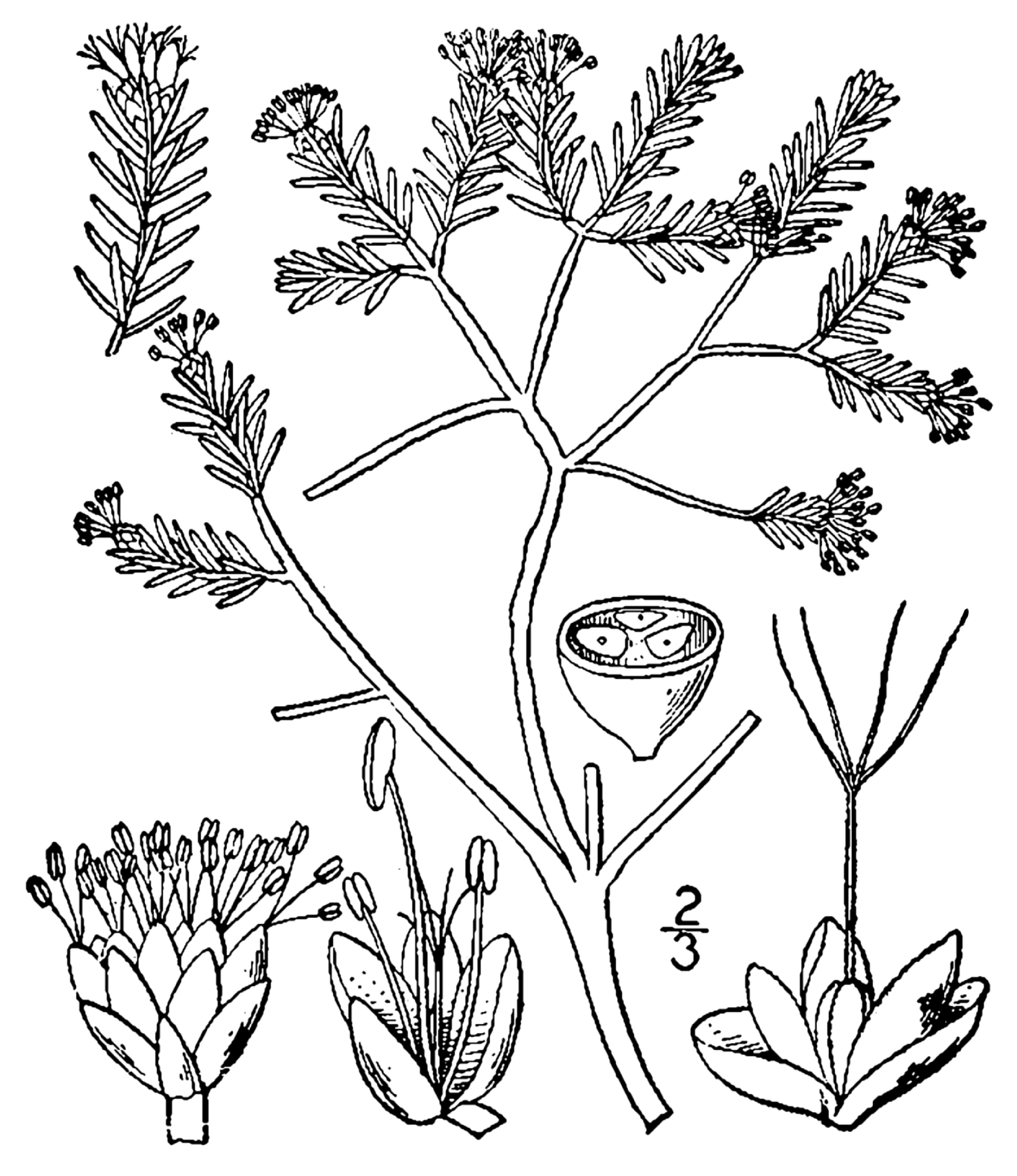
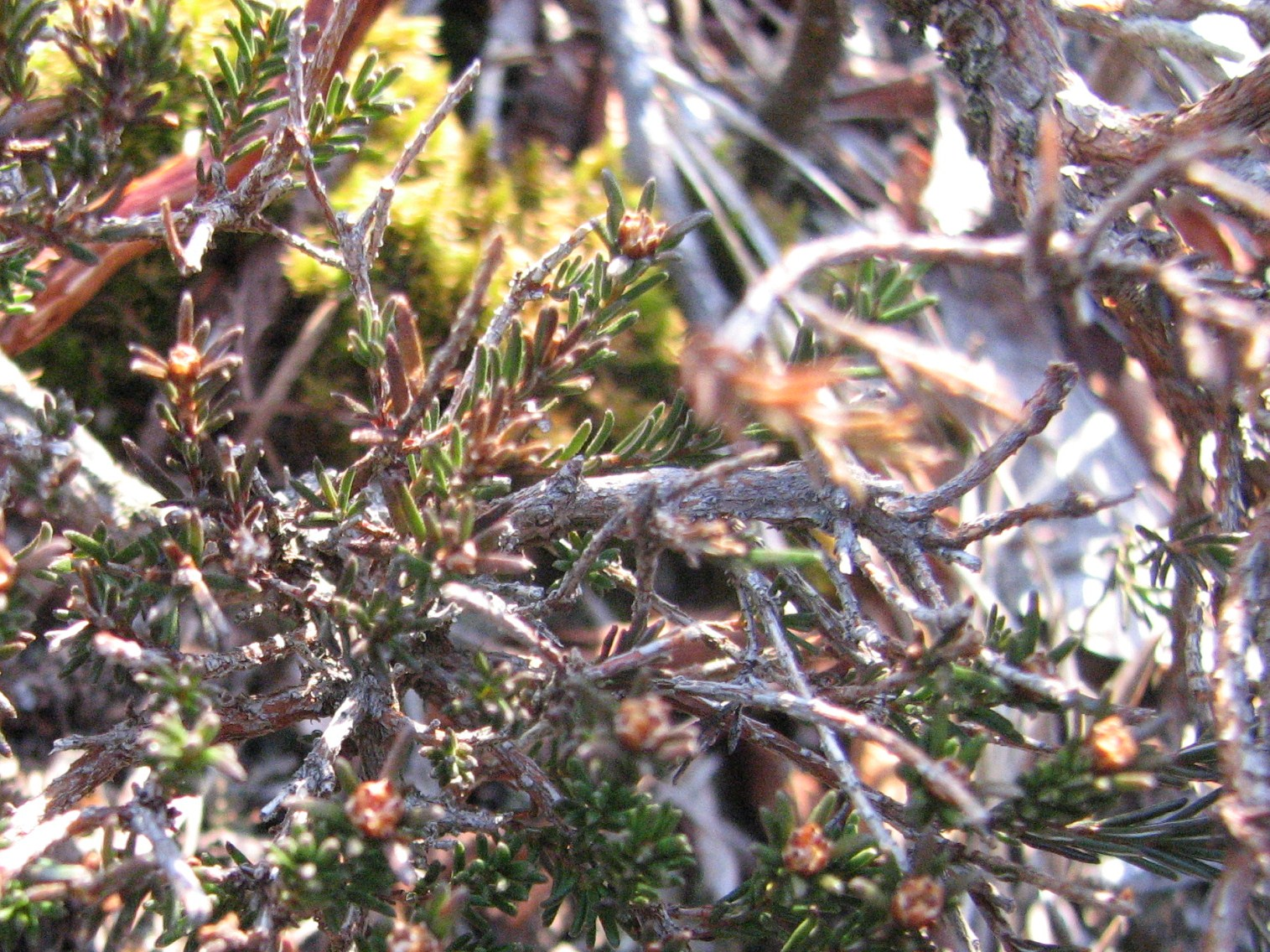